# Вашингтон Кепиталс
Вижте пояснителната страница за други значения на Вашингтон.
Вашингтон Кепиталс е отбор от НХЛ, основан във Вашингтон, окръг Колумбия, САЩ. Отборът се състезава в източната конференция, югоизточна дивизия.